# Liste der Monuments historiques in Dontrien
Die Liste der Monuments historiques in Dontrien führt die Monuments historiques in der französischen Gemeinde Dontrien auf.

## Liste der Objekte
| Bezeichnung                              | Beschreibung                                                           | Standort                        | Kennzeichnung | Schutzstatus    | Datum  | Bild |
| ---------------------------------------- | ---------------------------------------------------------------------- | ------------------------------- | ------------- | --------------- | ------ | ---- |
| Relief Martyrium des heiligen Laurentius | Stein, 16. Jahrhundert                                                 | in der Kirche St-Laurent (Lage) | PM51000370    | Classé          | 1977   |      |
| Skulptur Madonna mit Kind                | Stein, 14. Jahrhundert                                                 | in der Kirche St-Laurent (Lage) | PM51000369    | Classé          | 1908   |      |
| Vier Weihwasserbecken                    | umgenutzte Kapitelle; Stein, 13. Jahrhundert                           | in der Kirche St-Laurent (Lage) | PM51000371    | Classé          | 1977   |      |
| Zelebrantenstuhl                         | Holz, 16. oder 17. Jahrhundert; während des Ersten Weltkriegs zerstört | in der Kirche St-Laurent (Lage) | PM51001499    | Classé gelöscht | ? 1942 |      |
| Skulptur Heiliger Laurentius             | Stein, farbig gefasst, 16. Jahrhundert                                 | in der Kirche St-Laurent (Lage) | PM51002505    | Inscrit         | 1977   |      |